# Komanči
Komanči. Pleme ameriških Indijancev, ki je v 19. stoletju prebivalo v južnih prerijah zahodnega Teksasa, danes pa živijo v Oklahomi s plemeni Kiowa in Kiowa Apači. Komanči po jeziku spadajo v družino uto-azteških jezikov, natančneje v vejo pravih Šošonov (numijski jeziki).

## Ime
Komanči sami sebe imenujejo Ne'me ne, Nimenim ali Nüma, kar pomeni "ljudje". Različna plemena so jih različno imenovala, običajno z imenom, ki označuje sovražnika, tako so jih Navaho Indijanci imenovali Na'`lani, prevedeno "številni tujci" ali morda "številni sovražniki", vendar so tako imenovali tudi vsa ostala prerijska plemena. Ob prihodu v južne prerije so bili Navahom tuji in nikakor ne prijateljsko razpoloženi. Pleme Wichita jih je imenovalo Na'taa, kar pomeni 'kače' ali 'sovražniki'; ime Nar-a-tah pri Waco Indijancih in Na'nita pri plemenu Kichai, obe plemeni sta sorodni Wichitam, zato imata tudi njuni imeni zagotovo enak pomen. Kača je pri skoraj vseh severnoameriških plemenih običajno ime za sovražnika, spomnimo se tudi, da ime Iroquois pomeni 'majhne kače (ali) gadi'. Vsa ta imena so nastala še preden so Komanči sklenili zavezništvo z Kiowa Apači in Kiowami. Kiowe so jih prav tako imenovale 'kačji ljudje' (snake men) ali 'ljudje plazilcev' (reptile people), to je Bo'dalk' ińago ali z drugim imenom Gyai'-ko, kar dobesedno pomeni 'sovražnik'. Pri drugem znanem prerijskem plemenu Šajeni je ime spet povezano s kačo in sicer je bilo "kačji ljudje" ali v njihovem jeziku Shishinówutz-hitä'neo. Najjužnejše pleme, ki je z njimi, zdi se zaradi imena, imelo opravka, so bili Comecrudo Indijanci, ki so njih in druga bojevita plemena imenovali Selakampóm. Pomen ni znan, vendar se verjetno ne razlikuje veliko od zgoraj navedenih. Druga imena zanje so bila: Máhana (Indijanci Taos), Mahán (pri Isleta). Indijanci Jicarilla Apači so jih imenovali 'ljudje' (Indá). Pleme Arapaho je zanje imelo veliko lepše ime "tisti z veliko konji" (Ca'-tha). Komanči so s severa Wyominga in [Nebraska|Nebraske]], ko so se ločivli se od Wind River Šošonov, na konjih prodrli v južne prerije, kjer so si prislužili naziv 'Gospodarji Južnih Ravnic', ki je še danes zapisan na njihovi plemenski zastavi. 
Samo ime Comanche je verjetno iz jezika 'miroljubnih' ([Hopi Indijancev), ki se glasi Kománchi, kar bi se lahko prevedlo kot 'kodrček skalpa' in sicer iz kopá 'teme' in mánchi 'kodrček'.

## Skupine
Šošoni osemnajstega in devetnajstega stoletja so bili razdeljeni na kulturno sorodne, a politično neodvisne skupine, od katerih je vsaka sestavljala razširjene družinske enote. Komanči 18. stoletja so bili sestavljeni iz 3 glavnih vej ali skupin, to so: 
- Yamparika ali 'Jedci korenin' (Root Eaters),
- Jupe ali Ljudje iz gozda (Timber People)
- Kotsoteka ali Jedci bizonov (Buffalo Eaters).

Nekje sredi 19. stoletja so se pojavile nove skupine (bande], zaradi njihove agresivnosti slabo znane, to so: 
- Tenewa ali Tenema (Ljudje iz spodnjega toka reke - Downstream People),
- Penateka (Jedci medu - Honey Eaters),
- Nokoni (Potepuhi - Wanderers) in
- Kwahada (Antilopa - Antelope).

Kasneje se kljub temu omenja 12 priznanih skupin, od katerih je danes pet praktično izumrlih:
| - Detsanayuka (Nokoni). - Ditsakana (Widyu, Yapa, Yamparika). - Kewatsana. - Kotsai. - Kotsoteka (Kwahari, Kwahadi). - Motsai. - Pagatsu. - Penateka (Penande). - Pohoi (posvojeni Šošoni). - Tanima (Tenawa, Tenahwit). - Waaih. | - Detsanayuka (Nokoni). - Ditsakana (Widyu, Yapa, Yamparika). - Kewatsana. - Kotsai. - Kotsoteka, - Kwahari (Kwahadi). - Motsai. - Pagatsu. - Penateka (Penande). - Pohoi (posvojeni Šošoni). - Tanima, - Tenawa (Tenahwit). - Waaih. | - Hois (gozdni ljudje), - Jupe (Hupene, Yupini), - Kotsoteka (Caschotethka, Koocheteka, Kotsai) (jedci bizonov), - Kwahada (Kwahadi, Kwahari, Kwaharior, Quahada) (antilope), - Parkeenaum (vodni ljudje), - Nokoni (Detsanyuka, Naconee, Nakoni, Nawkoni, Nocony) (ljudje, ki se vračajo), - Pehnahterkuh (ose), - Penateka (Penande, Penetethka) (jedci medu), - Tahneemuh (Dehaui, Tanima, Tevawish, Yanimna) (jedci jeter), - Tenawa (Tahnahwah, Tenahwit) (tisti, ki so ostanejo nizvodno), - Widyunuu (Widyu Yapa) (ljudje šila), - Yamparika (Yamparack, Yapparethka) (jedci korenin). |

Različni avtorji omenjajo tudi bande (po Sultzmanu): Ditsakana, Frederick Webb Hodge to bando identificira kot Widju ali Yamparika, obravnava ju kot enaki; Guage-johe, Hainenaune ali (Hainenaurie) Omenja jih samo indijanski agent Neighbors; Itchitabudah, Omenja jih samo indijanski agent Neighbors. Sultzman jim napačno navaja ime kot Itchitabudan; Ketahto; Kewatsana; Kwashi; Motsai, Frederick Webb Hodge jih obravnava kot eno od 12 priznanih skupin; Muvinabore; Nauniem; Nonaum; Pagatsu, Frederick Webb Hodge jih obravnava kot eno od 12 priznanih skupin; Pohoi (posvojeni Šošoni); Titchakenah; Waaih, in Yapaor.

## Kratka zgodovina
Predniki Komančev naj bi prvotno (v 17. stoletju) prebivali na območju Yellowstona. Vsekakor je gotovo, da so se ločili od Šošonov plemena Wind River (Vzhodni Šošoni), vendar jih že kot lastnike velikih čred konj najdemo leta 1705 v Novi Mehiki, kjer med prvimi postanejo znani kot tipično prerijsko pleme. S prodorom v Teksas so od tam pregnali Apače in leta 1790 ter 1840 so sklenili formalno zavezništvo s Kiowami in Šajeni. 
V kasnejših časih so Komanči sodelovali pri podpisu več pogodb z Združenimi državami. Leta 1865 je predvsem skupina Yamparika podpisala pogodbo 'Treaty of the Little Arkansas River’. Leta 1867 je bila podpisana druga pogodba 'Treaty of Medicine Lodge Creek’, ki so jo podpisale vse bande razen Kwahada, katerih poglavarji so bili takrat na obisku v Santa Feju. Medtem ko se je velikost rezervata (Little Arkansas reservation) iz prve pogodbe nenehno zmanjševala, naj bi po drugi pogodbi dobili šole, hiše in ostalo. S to pogodbo so vstopili tudi v konfederacijo s plemeni Kiowa in Kiowa Apači. To zavezništvo je ostalo v veljavi do leta 1963, ko so Komanči izstopili iz zavezništva in ustanovili svojo lastno politično organizacijo 'The Comanche Tribe of Oklahoma’. Medtem, med letoma 1901 in 1906, je bil rezervat Kiowa-Comanche-Apache ukinjen in zemlja je bila razdeljena posameznikom plemena (160 'akrov' na glavo), presežek zemlje pa je bil odprt za naseljevanje belcev. Posledica je, da so Komanči ostali obkroženi z belim ne-indijanskim prebivalstvom. Nekdanji bojevniki so danes postali zelo aktivni v anglo-ameriškem gospodarstvu. Pleme ima prihodke iz več neodvisnih virov, kot je 'bingo'. Skupaj z Indijanci Kiowa Apači imajo tudi 'vodni park'.
Komanči so sodelovali tako v prvi kot v drugi svetovni vojni. Postali so pripadniki divizije Forty-fifth "Thunderbird" Division, kjer so uporabljali jezik Komančev za radijske zveze, kar je bilo nemškim in japonskim prevajalcem in dešifrantom nemogoče prevesti.

## Življenje in običaji
Komanči so bili tipično prerijsko pleme, ki je živelo od lova. Pozimi so živeli od lova na jelena, losa, antilopo in drugo manjšo divjačino. Z nastopom pomladi so prišli tudi bizoni, zato so se odpravili v prerijo, sledili čredam in postavljali svoja naselja v tradicionalne krožne oblike. Od bizonov so dobivali oblačila, obutev in orodje. Bizonsko meso je bilo osnova za izdelavo pemmicana, ki so ga na poseben način z nekaterimi rastlinskimi dodatki (orehi) konzervirali in shranjevali v usnjenih vrečkah '(parfleche)'. Poleg mesa je pemmican vseboval tudi kostni mozeg in maščobe. S svojim kakovostnim pemmicanom so Komanči trgovali z drugimi plemeni v zameno za tobak, med in drugo. Pri lovu na bizone so raje uporabljali kopja dolga do 14 čevljev (4 metre) kot puščice. Moški so nosili usnjene predpasnike in srajce, ženske pa usnjene srajce in dolge okrašene obleke. Pozimi so poleg teh oblačil nosili tudi usnjene 'leggingse' (nogavice) in krznene plašče. Za razliko od drugih prerijskih plemen so bili njihovi mokasini podloženi z žilavo bizonsko kožo, premazovali pa so jih tudi z maščobami, da so postali nepremočljivi. Življenjski slog Komančev je zaznamoval lov, vojna in velika ljubezen do žensk. Ženska je pri njih povezana s kuhanjem, čiščenjem, nabiranjem in skrbjo za svoje otroke, ki jih vedno nosijo s seboj, dokler so majhni. Ko otroci rastejo, starejši ljudje vse bolj skrbijo zanje in jih učijo iz lastnih izkušenj. V starosti si tako pridobijo prijatelje, ki jih bodo potrebovali. Komanči so religiozno ljudstvo, vendar nimajo veliko ceremonij skozi leto. Vizija je najpomembnejša stvar v njihovem življenju, imenujejo jo 'puha'. Puha je zaščitnik, ki se pojavi, izzvan s posebnimi pripravami pri mladih fantih. Varovala bo njega, družino in njegovo orožje. Pri ljudeh, ki imajo izrazito močne puhe in se naučijo skrivnih znanj, 'medicine', ter spoznajo rastline, lahko postanejo 'medicine man' (vrači), to je šamani.